# Târnova (okręg Caraș-Severin)
Târnova – wieś w Rumunii, w okręgu Caraș-Severin, w gminie Târnova. W 2011 roku liczyła 1731 mieszkańców. 